# Exoudun
Exoudun és un municipi francès situat al departament de Deux-Sèvres i a la regió de la Nova Aquitània. L'any 2007 tenia 581 habitants.

## Demografia

### Població
El 2007 la població de fet d'Exoudun era de 581 persones. Hi havia 236 famílies de les quals 56 eren unipersonals (8 homes vivint sols i 48 dones vivint soles), 96 parelles sense fills, 80 parelles amb fills i 4 famílies monoparentals amb fills.
La població ha evolucionat segons el següent gràfic:
Habitants censats

### Habitatges
El 2007 hi havia 312 habitatges, 242 eren l'habitatge principal de la família, 39 eren segones residències i 31 estaven desocupats. 309 eren cases i 2 eren apartaments. Dels 242 habitatges principals, 209 estaven ocupats pels seus propietaris, 25 estaven llogats i ocupats pels llogaters i 8 estaven cedits a títol gratuït; 6 tenien dues cambres, 20 en tenien tres, 65 en tenien quatre i 151 en tenien cinc o més. 160 habitatges disposaven pel capbaix d'una plaça de pàrquing. A 114 habitatges hi havia un automòbil i a 107 n'hi havia dos o més.

### Piràmide de població
La piràmide de població per edats i sexe el 2009 era:
| Homes | Edats   | Dones |
| ----- | ------- | ----- |
| 0     | 95 o +  | 4     |
| 8     | 90 a 94 | 4     |
| 4     | 85 a 89 | 4     |
| 8     | 80 a 84 | 16    |
| 8     | 75 a 79 | 20    |
| 24    | 70 a 74 | 16    |
| 40    | 65 a 69 | 32    |
| 8     | 60 a 64 | 16    |
| 12    | 55 a 59 | 4     |
| 12    | 50 a 54 | 20    |
| 20    | 45 a 49 | 20    |
| 24    | 40 a 44 | 24    |
| 28    | 35 a 39 | 24    |
| 20    | 30 a 34 | 12    |
| 4     | 25 a 29 | 24    |
| 12    | 20 a 24 | 12    |
| 20    | 15 a 19 | 32    |
| 16    | 10 a 14 | 24    |
| 16    | 5 a 9   | 8     |
| 8     | 0 a 4   | 16    |

## Economia
El 2007 la població en edat de treballar era de 347 persones, 263 eren actives i 84 eren inactives. De les 263 persones actives 235 estaven ocupades (140 homes i 95 dones) i 28 estaven aturades (10 homes i 18 dones). De les 84 persones inactives 35 estaven jubilades, 20 estaven estudiant i 29 estaven classificades com a «altres inactius».

### Ingressos
El 2009 a Exoudun hi havia 253 unitats fiscals que integraven 601,5 persones, la mediana anual d'ingressos fiscals per persona era de 14.819 €.

### Activitats econòmiques
Dels 7 establiments que hi havia el 2007, 2 eren d'empreses de fabricació d'altres productes industrials, 3 d'empreses de construcció, 1 d'una empresa d'hostatgeria i restauració i 1 d'una empresa de serveis.
Dels 3 establiments de servei als particulars que hi havia el 2009, 1 era un paleta, 1 fusteria i 1 electricista.
L'any 2000 a Exoudun hi havia 36 explotacions agrícoles que ocupaven un total de 2.730 hectàrees.

## Poblacions més properes
El següent diagrama mostra les poblacions més properes.